# Ligyrocoris obscurus
Ligyrocoris obscurus är en insektsart som beskrevs av Barber 1921. Ligyrocoris obscurus ingår i släktet Ligyrocoris och familjen Rhyparochromidae. Inga underarter finns listade i Catalogue of Life.